# Eurya leptanta
Eurya leptanta är en tvåhjärtbladig växtart som beskrevs av Friedrich Ludwig Diels. Eurya leptanta ingår i släktet Eurya och familjen Pentaphylacaceae. Inga underarter finns listade i Catalogue of Life.